# The Son of a Migrant from Syria
The Son of a Migrant from Syria é um mural criado pelo grafiteiro Banksy em 2015. O mesmo está localizado na Selva de Calais, nome dado ao acampamento perto de Calais, França, onde migrantes viviam quando tentaram entrar no Reino Unido. A obra de arte retrata o co-fundador e ex-diretor executivo da Apple, Steve Jobs — filho de um sírio que migrou para os Estados Unidos.

## História
Durante a crise migratória na Europa, muitos estavam fugindo da Guerra Civil Síria. Milhares de migrantes, principalmente da Síria, Afeganistão e Eritreia, viviam em um acampamento temporário nomeado de Selva de Calais, na França. Banksy, um artista e ativista político britânico, previamente doou peças da instalação Dismaland para ajudar a construir abrigos no campo.
Em dezembro de 2015, Banksy revelou vários trabalhos seus relacionados à migração, incluindo uma variação da pintura The Raft of the Medusa, de Théodore Géricultulta, representando os refugiados em uma jangada acenando para um iate de luxo próximo. The Son of a Migrant from Syria retrata Steve Jobs, co-fundador da Apple, usando uma camisa preta com gola alta e óculos redondos. Ele está de pé enquanto segura uma bolsa sob seu ombro esquerdo, sua outra mão segura um computador Macintosh 128K. A pintura é derivada de uma foto feita por Albert Watson em 2006, que foi usada mais tarde na biografia de Jobs, escrita por Walter Isaacson.
Em uma declaração pública rara, Banksy disse que "geralmente acreditamos que a migração é um dreno nos recursos do país, mas Steve Jobs era filho de um migrante sírio. A Apple é a empresa mais lucrativa do mundo, paga mais de US$ 7 bilhões por ano em taxas — e ela só existe devido a um jovem de Homs."
Usar Jobs como representante dos migrantes sírios tornou-se popular depois de um tweet feito por David Galbraith em setembro de 2015. O pai biológico de Jobs, Abdulfattah "John" Jandali, era de uma família de elite em Homs; Ele conheceu sua esposa, Joanne Schieble, enquanto estava fazendo doutorado na Universidade de Wisconsin. Steve foi adotado por um casal da Califórnia alguns meses após o nascimento. De acordo com Isaacson, ele não tinha interesse em sua origem. O biógrafo afirmou que "quando o Oriente Médio apareceu na conversa, ele não se envolveu e nem evocou suas opiniões tipicamente fortes, mesmo depois que a Síria foi varrida nas revoltas da Primavera Árabe de 2011".

## Recepção
Matt Miller, da revista Esquire, disse que a obra de arte foi uma "demonstração poderosa" e "capturava a história da origem de Jobs". Memphis Barker, da The Independent, considera os aspectos visuais louváveis, mas crítica o uso de Jobs como representante dos refugiados: "a ideia de que pode haver um Steve Jobs entre aqueles que vivem na Selva de Calais deve ser levada rapidamente. É além do ponto. Um tratamento e encaminhamento a um asilo mais rápidos é devido que são pessoas; alguns santos, alguns menos; Alguns negociantes, alguns analfabetos."
Issie Lapowsky, da Wired, compartilhou de visão semelhante. Ela descreveu o mural como "pungâneo" e que a conscientização das condições na Selva de Calais foi "significante". Mas também afirmou: "espero que o mundo ajude os milhões de refugiados que precisam, simplesmente porque eles estão precisando, e não porque eles podem algum dia inventar o próximo iPhone". Ashley Carman, da The Verge disse que "enquanto o sentimento e o esforço para fazer as pessoas se preocuparem com a crise de refugiados certamente garante aplausos, também vale a pena notar que Jobs rejeitou seus pais biológicos".
As autoridades da cidade de Calais instalaram vidros para proteger The Son of a Migrant from Syria e outras pinturas de Banksy. Natacha Bouchart disse que o mural é "muito bom, e tem uma mensagem". Alguns dos migrantes começaram a cobrar dinheiro para que visitantes vissem o trabalho. Quando um repórter da RT tentou ver a obra, os refugiados a cobriram com um pano e disseram estar "protegendo esta área". Em janeiro de 2016, a mesma foi desfigurada por vândalos que esmagaram o vidro protetor e a grafitaram.